# Soul Sister Dance Revolution
Soul Sister Dance Revolution is een Nederlandse rockband uit Den Haag. De band werd opgericht in 2009.
Op 4 april 2013 kwam hun debuutalbum Playground Kids uit, dat werd gepresenteerd in een uitverkochte Supermarkt in Den Haag. Het album werd opgenomen in de Basement studio's, waar onder andere DI-RECT heeft opgenomen. Bas van Wageningen, die tevens bassist is bij DI-RECT, heeft Playground Kids geproduceerd.
Op 16 april speelde Soul Sister Dance Revolution in De Wereld Draait Door, waar zij Hold the line in 'de minuut' speelden. De dichter Nico Dijkshoorn, vast onderdeel van het programma, schreef een zeer lovend gedicht over Soul Sister Dance Revolution, waarin onder andere Camiel Meiresonne werd geëerd als speler van de tamboerijn.
Zomer 2013 speelden Soul Sister Dance Revolution onder andere op Parkpop in thuishaven Den Haag en op het Metropolis festival in Rotterdam en zijn vaste gasten bij 3FM.
In september 2012 werd de band 3FM Serious Talent met de single Hold the Line.
In augustus 2013 speelde Soul Sister Dance Revolution in het voorprogramma van Imagine Dragons in Ierland.

## Discografie

### Albums
| Album met eventuele hitnotering(en) in de Nederlandse Album Top 100 | Datum van verschijnen | Datum van binnenkomst | Hoogste positie | Aantal weken | Opmerkingen |
| ------------------------------------------------------------------- | --------------------- | --------------------- | --------------- | ------------ | ----------- |
| Playground Kids                                                     | 04-04-2013            | 13-04-2013            | 28              | 3            |             |

### Singles
| Single met eventuele hitnotering(en) in de Nederlandse Top 40 | Datum van verschijnen | Datum van binnenkomst | Hoogste positie | Aantal weken | Opmerkingen |
| ------------------------------------------------------------- | --------------------- | --------------------- | --------------- | ------------ | ----------- |
| Hold the Line                                                 | 30-09-2012            | -                     | -               | -            |             |
| Hearts                                                        | 11-01-2013            | -                     | -               | -            |             |
| Playground Kids                                               | 25-03-2013            | -                     | -               | -            |             |
| Soldiers of Love                                              | 25-05-2013            | -                     | -               | -            |             |
| Submarine                                                     | 17-03-2014            | -                     | -               | -            |             |